# 斯皮奧梭竺鯛
斯皮奧梭竺鯛（學名：Cercamia spio），又稱斯皮奧梭天竺鯛，為輻鰭魚綱鈎頭魚目天竺鯛科梭竺鯛屬下的一個種，分布於西印度洋紅海海域，深度10至30公尺，棲息在珊瑚礁及岩礁區，白天躲藏在岩縫或洞穴中，夜間活動肉食性，以小型無脊椎動物為食，繁殖期時，雄魚具有口孵習性，卵約7日化成仔魚，由雄魚吐出，具短暫的仔魚飄浮期，生活習性不明。